# Hofolding

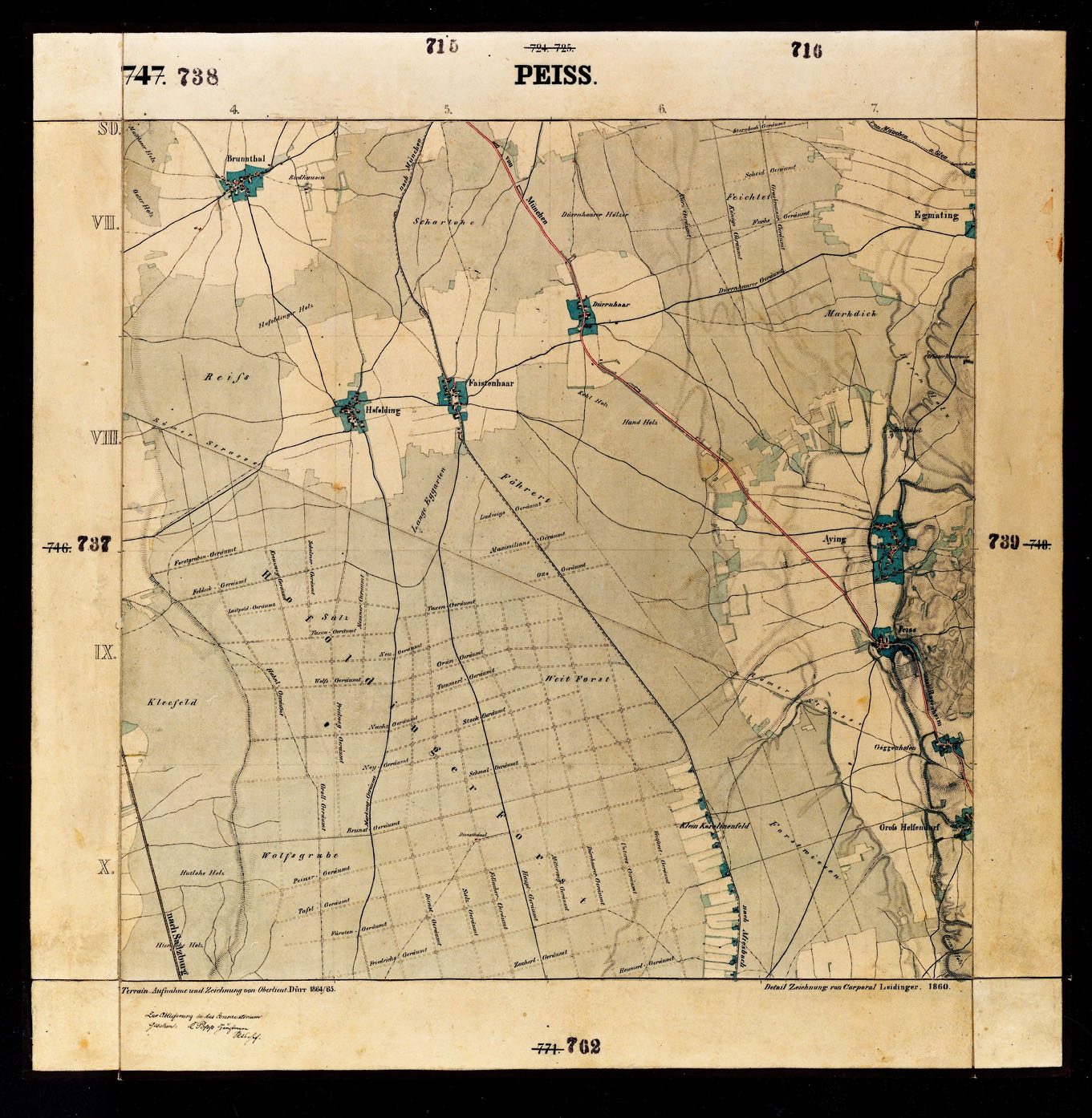
Hofolding auf einem Kartenblatt von 1865 in einer Rodungsinsel nördlich des Hofoldinger Forstes

Hofolding ist ein Ortsteil von Brunnthal im oberbayerischen Landkreises München.

## Geographie
Das Pfarrdorf Hofolding ist eng verbunden mit dem ausgedehnten Waldgebiet gleichen Namens, dem Hofoldinger Forst. 

## Geschichte
Das Dorf ist im Norden, Westen und Süden von Wald umgeben und stellt zusammen mit dem Ort Faistenhaar im Osten historisch gesehen eine Rodungsinsel dar. Es ist erstmals im 14. Jahrhundert als Hofolting genannt worden. Es liegt ein bajuwarischer Personenname wie Hoholf o. ä. zugrunde. 
Hofolding mit seinem Ortsteil Faistenhaar wurde am 1. Mai 1978 im Rahmen der Gemeindegebietsreform in die Gemeinde Brunnthal eingegliedert. Das Gebiet der ehemaligen Gemeinde entspricht der weiterhin bestehenden Gemarkung Hofolding mit dem Gemarkungsschlüssel 8680.

## Baudenkmäler
Siehe auch: Liste der Baudenkmäler in Hofolding
- katholische Pfarrkirche Heilig Kreuz
- Kapelle St. Maria, erbaut in den 1750er Jahren

## Infrastruktur
- Betriebe und Dienstleistung: Landgasthof, Busunternehmen Geldhauser, Freiwillige Feuerwehr Hofolding
- Verkehrsmittel: Buslinie  216 (MVV) Taufkirchen—Höhenkirchen—Brunnthal—Hofolding—Faistenhaar, verkehrt im Stundentakt.